# Guillem Cristòfol de Hessen-Homburg
Guillem Cristòfol de Hessen-Homburg (en alemany Wilhelm Christoph von Hessen-Homburg) va néixer a Ober-Rosbach (Alemanya), on la família havia fugit de la pesta, el 13 de novembre de 1625 i va morir a Hamburg el 27 d'agost de 1681. Era un noble alemany, el tercer fill de Frederic I de Hessen-Homburg (1585-1638) i de Margarida Elisabet de Leiningen-Westerburg (1604-1667).
El 1643 va succeir el seu germà Lluís I. Però en casar va rebre de la família de la seva dona el domini del castell de Bingenheim, on va fixar la seva residència. El 1669 va vendre Homburg al seu germà petit Jordi Cristià per 200.000 florins, però ell va conservar Bingenheim, amb el títol de landgravi de Hessen-Homburg-Bingenheim. En morir Jordi Cristià sense hereus, el va succeir el germà més petit Frederic II, com a landgravi de Hessen-Homburg.
Guillem Cristòfol era un gran amant de la poesia i la ciència, i també un fervent partidari de la caça de bruixes.

## Matrimoni i fills
El 21 d'abril de 1650 es va casar a Darmstadt amb Sofia Elionor de Hessen-Darmstadt (1634-1663), filla de Jordi II de Hessen-Darmstadt (1605-1661) i de Sofia Elionor de Saxònia (1609-1671). El matrimoni va tenir dotze fills, tot i que només tres van arribar a l'edat adulta, i Sofia Elionor va morir en néixer el darrer fill:
- Frederic, nascut i mort el 1651.
- Cristina Guillemina (1653-1722, casada amb Frederic I de Mecklenburg-Schwerin (1638-1688).
- Leopold Jordi (1654-1675.
- Frederic, nascut mort el 1655.
- Frederic, nascut i mort el 1656.
- Carles Guillem, nascut i mort el 1658.
- Frederic, nascut i mort el 1659.
- Magdalena Sofia (1660-1720, casada amb Guillem Maurici de Solms-Braunfels (1651-1724).
- Frederic Guillem (1662-1663).

El 2 d'abril de 1665 es va casar de nou a Lübeck amb Anna Elisabet de Saxònia-Lauenburg (1624-1688), filla del duc August de Saxònia-Lauenburg (1577-1656) i d'Elisabet Sofia de Holstein (1599-1627). El matrimoni, que havia estat concertat sense conèixer-se prèviament, fou un fracàs; Guillem Cristòfol va prendre com a amant Anna Elisabet de Lutzow, dama de companyia de la seva dona, amb qui va tenir un fill. Finalment, el 1672 es van divorciar i la seva dona es va retirar al castell de Philippseck, a Butzbach.